# Karl Johann von Königsmark
Carl Johann von Königsmarck (15 de mayo de 1659 – 28 de agosto de 1686) fue un conde sueco de la escisión Branderburgo  y un soldado.
Nació en Nyborg  como segundo hijo del conde Conrad Christoph von Königsmarck y la condesa de Maria Christina von Wrangel (1628-1691). Era nieto de dos mariscales: Hermann von Wrangel y Hans Christoff von Königsmarck. Su hermana Maria Aurora von Königsmarck era amante de Augusto II de Polonia, con quien tuvo a Mauricio de Sajonia, un comandante francés briollante. Su otra hermana, Amalia Wilhelmina, era una actriz notoria. Su hermano Phillip Christoph von Königsmarck murió misteriosamente tras iniciar un romance con Sofía Dorotea de Brunswick-Luneburgo, esposa de Jorge Luis, príncipe de Hannover.
Se sospecha que pudo contratar a los tres asesinos de Thomas Thynne, esposo de la heredera Elizabeth Thynne, a quien había estado cortejando desde el 12 de febrero de 1681. Los asesinos fueron colgados el 10 de marzo de 1682, a pesar de su presunto contratados fue absuelto. Tras su marcha de Inglaterra, se unió al ejército que su tío, Otto Wilhelm von Königsmarck, comandaba en Grecia. Murió a causa de sus heridas en la guerra de Morea, en Nauplia.